# Приднепровско възвишение
Приаднепровското възвишение (на украински: Придніпро́вська височина́; на руски: Приднепровская возвышеность) е обширно възвишение в югозападната част на Източноевропейската равнина, разположено в централната част на Украйна.
Приднепровското възвишение се простира между средното течение на река Днепър на североизток и река Южен Буг на югозапад, на протежение около 500 km от северозапад на югоизток и ширина до 160 km. На северозапад се свързва с Подолското възвишение, а на югоизток склоновете му постепенно потъват в Причерноморската низина.
Надморската му височина варира от 200 – 240 m на северозапад до 150 – 180 m на югоизток. Максимална височина 323 m (49°21′00″ с. ш. 29°10′00″ и. д. / 49.35° с. ш. 29.166667° и. д.), разположена в северозападната му част, на 0,5 km северно от село Паривка, Виницка област. В основата на възвишението заляга обширния Украински кристалинен щит, скалите на който са препокрити с глини, пясъци, льосови и льосовидни наслаги. Релефът му се характеризира с редуване на заоблени и заравнени междуречия с дълбоки (до 60 – 80 m), често каньоновидни речни долини.
От възвишението нодят началото си множество десни притоци на Днепър – Тетерев, Ирпен, Рос, Ингулец и леви притоци на Южен Буг – Соб, Синюха, Ингул и др.
Приднепровското възвишение е важен селскостопански район на Украйна. Голяма част от площта му е заета от обработваеми земи, като се отглеждат предимно зърнени култури (пшеница, царевица и др.), развито е овощарството и интензивното животновъдство. В югоизточната му част се експлоатират големи находища на железни (Криворожки железноруден басейн) и манганови руди, живачни пясъци и уран.